# Bang Pakong (rivier)
De Bang Pakong (Thais alfabet: แม่น้ำบางปะกง) is een rivier in Thailand. De rivier begint bij de samenvloeiing van de Nakhon Nayok en de Prachin Buri rivier in de provincie Changwat Prachinburi. De rivier mondt na 294 kilometer uit in de noordoostelijke punt van de Bocht van Bangkok, onderdeel van de Golf van Thailand. Het stroomgebied van de rivier beslaat 17.000 km2. Nabij de uitgang van de rivier bevindt zich een grote waterkrachtcentrale.
Om de Irrawaddydolfijnen te beschermen, zijn er vele vissers overgehaald door de overheid om te stoppen met het vissen op garnalen. Tussen de 30 en 40 vissersboten zijn omgebouwd tot boten voor toeristen om zo de dolfijnen te kunnen bekijken.
- Virtual International Authority File: 316747110